# گورسو
گورسو (به ترکی استانبولی: Gürsu) یک منطقهٔ مسکونی در ترکیه است که در استان بورسا واقع شده‌است.